# Cantonul Grenoble-5
Cantonul Grenoble-5 este un canton din arondismentul Grenoble, departamentul Isère, regiunea Rhône-Alpes, Franța.

## Comune
| Comune   | Populație (1999) | Cod poștal | Cod INSEE |
| -------- | ---------------- | ---------- | --------- |
| Grenoble | 156 107 (1)      | 38100      | 38185     |